# Disc de fragments

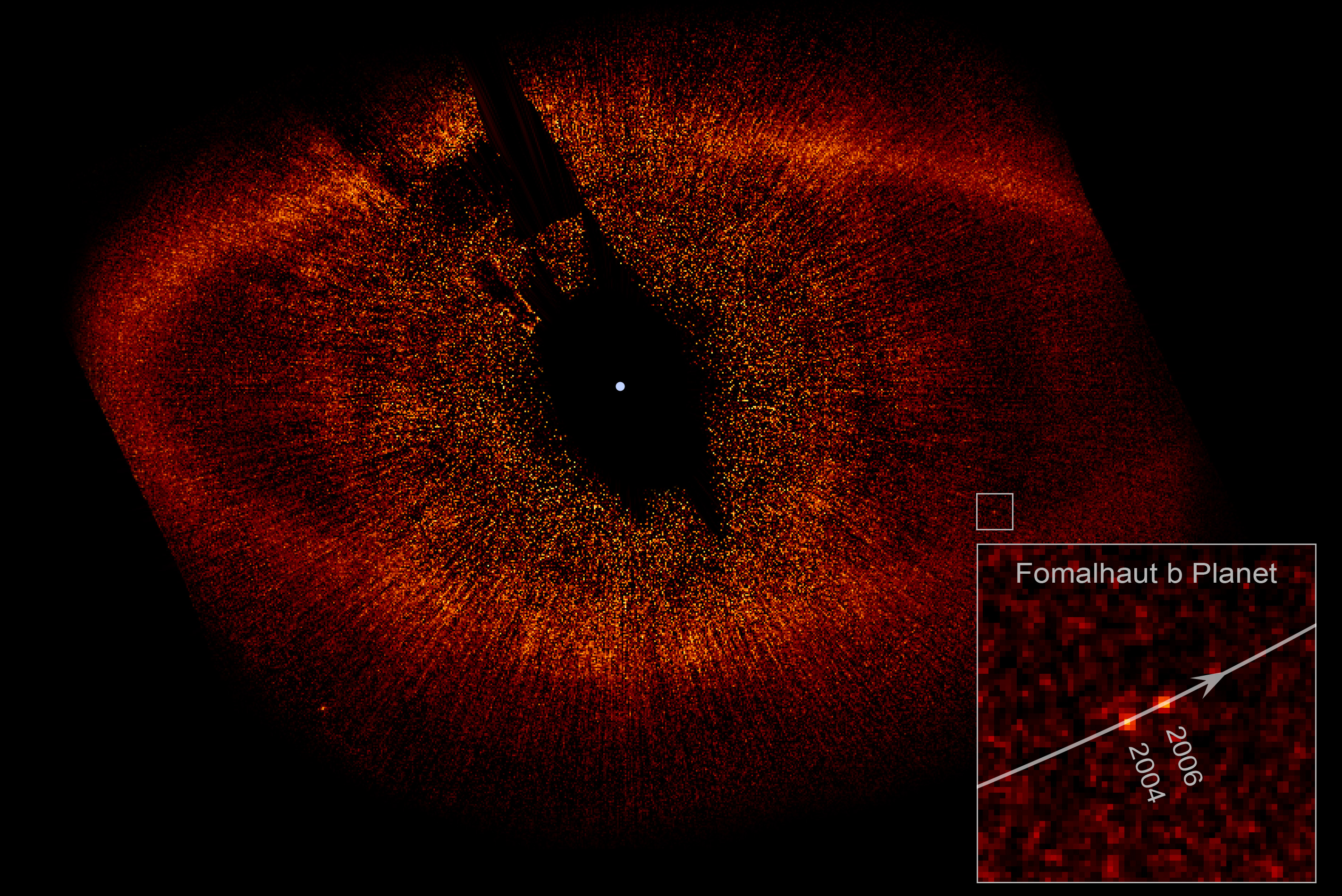
Observació del Telescopi Espacial Hubble del disc residual al voltant de Fomalhaut. La vora interior del disc pot haver estat formada per l'òrbita de Fomalhaut b, a baix a la dreta.

Un disc o anell de fragments és un disc circumestelar de pols en òrbita al voltant d'una estrella. A vegades aquests discs contenen anells prominents, com el que es veu en la imatge de Fomalhaut a la dreta. Els anells residuals s'han trobat tant al voltant d'estrelles madures com joves, així com almenys un disc residual en òrbita també ha evolucionat en una estrella de neutrons. Els discs residuals més nous poden constituir una fase en la formació d'un sistema planetari després de la fase de disc protoplanetari, quan els planetes terrestres poden acabar de créixer. També poden ser produïts i mantinguts com les restes de les col·lisions entre els planetesimals, també coneguts com a asteroides i cometes.
El 2001, unes 900 estrelles candidates poden contenir un disc residual. En general, es descobreixen en examinar el sistema d'estrelles en llum infraroja i a la recerca d'un excés de radiació més enllà de l'emesa per l'estrella. D'aquest excés s'infereix que la radiació de l'estrella que ha estat absorbida per la pols del disc, després es torna a radiar a mesura com a energia infraroja.
Els discos residuals sovint es descriuen com anàlegs massius a la pols que hi ha al sistema solar. Els discos residuals més coneguts tenen radis de 10–100 unitats astronòmiques (UA); que s'assemblen al cinturó de Kuiper del sistema solar, però amb molta més pols. Alguns discos residuals contenen un component de pols més calenta situada a 10 ua de l'estrella central. Aquesta pols és a vegades anomenada pols exozodiacal per analogia a la pols zodiacal del sistema solar.